# Chris Vella
Chris Vella (28 luglio 1955) è un ex calciatore maltese, di ruolo attaccante.

## Carriera

### Nazionale
Ha collezionato sei presenze con la propria Nazionale.